# نولان ایوانز
نولان ایوانز (انگلیسی: Nolan Evans؛ 1885 – ۱۹۴۸ (۶۲−۶۳ سال)) بازیکن فوتبال بود.
از باشگاه‌هایی که در آن بازی کرده‌است می‌توان به باشگاه فوتبال اکستر سیتی و باشگاه فوتبال لیتون اورینت اشاره کرد.